# Baralipton maculosum
Baralipton maculosum là một loài bọ cánh cứng trong họ Cerambycidae.